# Hymenidium pachycaule
Hymenidium pachycaule är en växtart i släktet Hymenidium och familjen flockblommiga växter.
Arten är en perenn ört som förekommer i nordvästra Gansu i Kina. Den beskrevs av Michail Pimenov och Jevgenij Kljujkov 1996.